# Jo Mommers

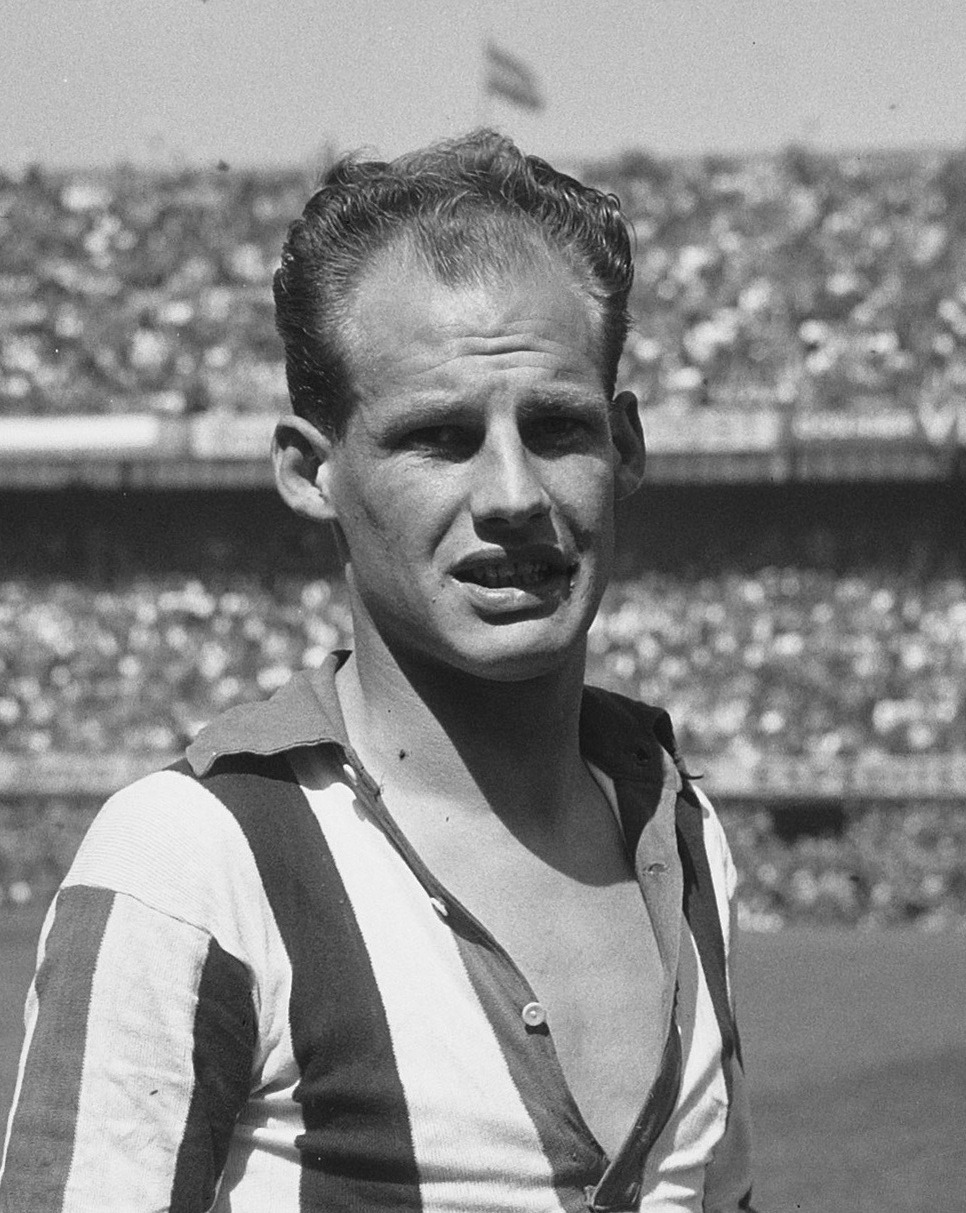
Jo Mommers

Jo Mommers (* 12. Juni 1927; † 13. März 1989) war ein niederländischer Fußballspieler.
Mommers spielte in den 1950er Jahren bei Willem II Tilburg. Mit dem Verein wurde er in der Saison 1954/55 erster Niederländischer Meister nach der Einführung des Profifußballs.
Bereits 1952 wurde Mommers anlässlich der Teilnahme an den Olympischen Sommerspielen in Helsinki in den Kader der niederländischen Fußballnationalmannschaft berufen. Die 1:5-Niederlage der Niederlande gegen Brasilien in der Vorrunde blieb Mommers' einziges Länderspiel.